# Salad
Salad was een Brits-Nederlandse alternatieve rock-band, opgericht in 1992 in Londen, met als leden de Nederlandse zangeres en toetseniste Marijne van der Vlugt, bassist Pete Brown, drummer Rob Wakeman (ex-Colenso Parade) en gitarist Paul Kennedy. In 1996 voegde Charley Stone (later in Gay Dad) zich bij hen als live gitarist, toetseniste en achtergrondzangeres.

## Biografie
Voorafgaand aan de oprichting van de band had Van der Vlugt als model gewerkt en trad ze op als videojockey voor MTV Europe. Dankzij haar bekendheid en energieke podiumoptreden kreeg de band al snel een goede reputatie en werd Salad vergeleken met acts als Sleeper and Elastica.
In eerste instantie heette de band  The Merry Babes, maar in 1992 werd dit Salad. Door de eerste twee singles - op het eigen label "Waldorf" - kreeg Salad veel aandacht in de muziekpers en werd de band uiteindelijk gecontracteerd door Island Records, in eerste instantie nog op het indie-sublabel Island Red. Vanaf 1995 verscheen een aantal singles in de UK Singles Chart, met "Motorbike to Heaven" als succesvolste (hoogste notering 42). Het eerste album Drink Me uit 1995 behaalde als hoogste positie een 16e plaats in de UK Albums Chart, maar het tweede album Ice Cream uit 1997 was minder succesvol en Island verlengde het contract niet. Salad hief zichzelf een jaar later op.
Van der Vlugt is verdergegaan in Cowboy Racer en Charley Stone ging gitaar spelen bij Spy51. Rob Wakeman formeerde in 1999 met Jo Addison de band Lapwing.
Vanaf 2016 begonnen Van der Vlugt en Kennedy opnieuw op te treden als Salad. Vanaf 2017 volgden er optredens met een volledige band, inclusief de oorspronkelijke bassist Pete Brown, gitarist Charley Stone en drummer Donald Ross Skinner. In augustus 2019 bracht de band hun derde album The Salad Way uit.

## Discografie

### Albums
- 1995 - Drink Me
- 1997 - Ice Cream
- 2019 - The Salad Way

### Singles
- 1993 - "Kent EP"
- 1993 - "Diminished Clothes"
- 1994 - "On a Leash"
- 1994 - "Your Ma"
- 1995 - "Drink The Elixir"
- 1995 - "Motorbike to Heaven"
- 1995 - "Granite Statue"
- 1996 - "I Want You"
- 1997 - "Cardboy King"
- 1997 - "Yeah Yeah"

### Compilatie
- 1995 - Singles Bar (de eerste drie singles)

### Ander werk
- 1995 - Dream a Little Dream of Me - met Terry Hall (van The Specials) voor het War Child-project, The Help Album
- 1996 - Back Street Luv - op het album van Childline (goed doel)
- 1996 - Girl Don't Come - met Sandie Shaw in het televisieprogramma The White Room